# Irlanda en los Juegos Olímpicos de Helsinki 1952
Irlanda estuvo representada en los Juegos Olímpicos de Helsinki 1952 por un total de 19 deportistas que compitieron en 6 deportes.  

## Medallistas
El equipo olímpico irlandés obtuvo las siguientes medallas:
| Nombre       | Deporte | Competición     |
| ------------ | ------- | --------------- |
| Oro          |         |                 |
| —            |         |                 |
| Plata        |         |                 |
| John McNally | Boxeo   | Gallo (54 kg) M |
| Bronce       |         |                 |
| —            |         |                 |